# بهاآباد (زرند)
بهاءآباد روستایی از توابع بخش مرکزی شهرستان زرند در استان کرمان ایران است.
آثار تاریخی
قلعه بهاءآباد مربوط به دوره صفوی است و در شهرستان زرند، روستای بهاءآباد واقع شده و این اثر در تاریخ ۵ تیر ۱۳۸۴ با شمارهٔ ثبت ۱۱۹۷۶ به‌عنوان یکی از آثار ملی ایران به ثبت رسیده است.

## جمعیت
این روستا در دهستان وحدت قرار دارد و براساس سرشماری مرکز آمار ایران در سال ۱۳۹۵، جمعیت آن ۲،۹۶۵ نفر (۶۰۹خانوار) بوده‌است.
نام خانوادگی اکثر اهالی روستا جمالیزاده و جعفرزاده ،رجبی،بهاالدینی می باشد. 